# Phyllotettix compressus
Phyllotettix compressus är en insektsart som först beskrevs av Carl Peter Thunberg 1815.  Phyllotettix compressus ingår i släktet Phyllotettix och familjen torngräshoppor. Inga underarter finns listade i Catalogue of Life.